# Campionati europei di atletica leggera indoor 2023 - Salto triplo femminile
La gara dei salto triplo femminile ai campionati europei di atletica leggera indoor di Istanbul 2023 si è svolta dal 3 al 4 marzo 2023 presso l'Ataköy Athletics Arena.

## Podio
| Pos.    | Atleta          | Nazionalità |
| ------- | --------------- | ----------- |
| Oro     | Tuğba Danışmaz  | Turchia     |
| Argento | Dariya Derkach  | Italia      |
| Bronzo  | Patrícia Mamona | Portogallo  |

## Qualificazione
18 atlete qualificate con il minimo (solo due hanno superato il limite di 14,32 m, ossia Patrícia Mamona e Neja Filipič) o i World Athletics Rankings.
L'armena Yana Sargsyan è la sola triplista qualificata per l’universalità.

## Record
| Record                | Record            | Record  | Record             | Record           |
| --------------------- | ----------------- | ------- | ------------------ | ---------------- |
| Record mondiale       | Yulimar Rojas     | 15,74 m | Belgrado, Serbia   | 20 marzo 2022    |
| Record europeo        | Tat'jana Lebedeva | 15,36 m | Budapest, Ungheria | 6 marzo 2004     |
| Record dei campionati | Ashia Hansen      | 15,16 m | Valencia, Spagna   | 28 febbraio 1998 |

## Programma
| Data    | Ora   | Turno          |
| ------- | ----- | -------------- |
| 3 marzo | 11:10 | Qualificazione |
| 4 marzo | 19:50 | Finale         |

## Risultati

### Qualificazioni
Si qualificano alla finale le atlete che ottengono la misura di 14,10 m (Q) o le migliori 8 (q).
| Pos. | Atleta              | Nazione     | 1ª prova | 2ª prova | 3ª prova | Risultato | Note                                     |
| ---- | ------------------- | ----------- | -------- | -------- | -------- | --------- | ---------------------------------------- |
| 1    | Tuğba Danışmaz      | Turchia     | 13,81 m  | 14,09 m  |          | 14,09 m   | q                                        |
| 2    | Patrícia Mamona     | Portogallo  | 14,09 m  | x        | –        | 14,09 m   | q                                        |
| 3    | Dariya Derkach      | Italia      | 13,81 m  | 13,98 m  | –        | 13,98 m   | q                                        |
| 4    | Ottavia Cestonaro   | Italia      | 13,98 m  | –        | –        | 13,98 m   | q                                        |
| 5    | Kira Wittmann       | Germania    | 13,57 m  | 13,96 m  | –        | 13,96 m   | q                                        |
| 6    | Neja Filipič        | Grecia      | x        | 13,94 m  | 13,18 m  | 13,94 m   | q                                        |
| 7    | Dovilė Kilty        | Lituania    | 13,28 m  | 13,48 m  | 13,83 m  | 13,83 m   | q                                        |
| 8    | Maja Åskag          | Svezia      | x        | 13,67 m  | 13,82 m  | 13,82 m   | q =                                      |
| 9    | Adrianna Laskowska  | Polonia     | x        | 13,66 m  | 13,76 m  | 13,76 m   | =                                        |
| 10   | Spyridoula Karydi   | Grecia      | 13,60 m  | x        | x        | 13,60 m   | Miglior prestazione personale stagionale |
| 11   | Yekaterina Sariyeva | Azerbaigian | x        | 13,55 m  | 13,40 m  | 13,55 m   | Record nazionale                         |
| 12   | Aina Grikšaitė      | Lituania    | 13,38 m  | 13,48 m  | 13,50 m  | 13,50 m   |                                          |
| 13   | Elena Taloş         | Romania     | 13,31 m  | 13,39 m  | 13,28 m  | 13,39 m   |                                          |
| 14   | Diana Zagainova     | Lituania    | x        | 13,30 m  | 13,37 m  | 13,37 m   |                                          |
| 15   | Eva Pepelnak        | Slovacchia  | 13,32 m  | 13,28 m  | x        | 13,32 m   |                                          |
| 16   | Aleksandra Nacheva  | Bulgaria    | 13,26 m  | 13,12 m  | 13,09 m  | 13,26 m   |                                          |
| 17   | Paola Borović       | Croazia     | 13,03 m  | x        | 13,24 m  | 13,24 m   |                                          |
| 18   | Yana Sargsyan       | Armenia     | 12,76 m  | 12,84 m  | x        | 12,84 m   | Miglior prestazione personale stagionale |

### Finale
| Pos.    | Atleta            | Nazione    | 1ª prova | 2ª prova | 3ª prova | 4ª prova | 5ª prova | 6ª prova | Risultato | Note                                     |
| ------- | ----------------- | ---------- | -------- | -------- | -------- | -------- | -------- | -------- | --------- | ---------------------------------------- |
| Oro     | Tuğba Danışmaz    | Turchia    | 14,31 m  | 14,11 m  | x        | x        | x        | x        | 14,31 m   | Record nazionale                         |
| Argento | Dariya Derkach    | Italia     | 13,97 m  | 14,20 m  | 13,54 m  | 14,08 m  | x        | 11,87 m  | 14,20 m   |                                          |
| Bronzo  | Patrícia Mamona   | Portogallo | 14,16 m  | 13,98 m  | x        | x        | 13,90 m  | 13,41 m  | 14,16 m   |                                          |
| 4       | Ottavia Cestonaro | Italia     | 13,98 m  | 13,88 m  | x        | x        | 14,03 m  | 14,08 m  | 14,08 m   |                                          |
| 5       | Neja Filipič      | Slovenia   | 13,92 m  | x        | 13,54 m  | x        | x        | 13,05 m  | 13,92 m   |                                          |
| 6       | Dovilė Kilty      | Lituania   | x        | 13,92 m  | 13,52 m  | x        | x        | 13,36 m  | 13,92 m   | Miglior prestazione personale stagionale |
| 7       | Kira Wittmann     | Germania   | 11,92 m  | 13,73 m  | 13,79 m  | 13,74 m  | 13,64 m  | 13,66 m  | 13,79 m   |                                          |
| 8       | Maja Åskag        | Svezia     | x        | x        | x        | x        | 13,39 m  | 13,64 m  | 13,64 m   |                                          |